# Mya Thwe Thwe Khaing
Mya Thwe Thwe Khaing ( birmanês: မြ သွဲ့ သွဲ့ ခိုင် ; 11 de fevereiro de 2001 - 19 de fevereiro de 2021; romanizada como Mya Thwe Thwe Khine ou Mya Thwate Thwate Khaing) foi uma mulher birmanesa que se tornou a primeira vítima conhecida dos protestos de 2021 em Mianmar, que se formou na sequência do golpe de Estado em Mianmar em 2021. Ela se tornou um nome familiar em Mianmar, depois que seu tiroteio gerou indignação nacional. Manifestantes pró-democracia e grupos internacionais se uniram em torno de seu tiroteio.
No dia 19 de fevereiro, o hospital da cidade confirmou sua morte às 11:00 hora local (04:30 GMT).